# Притяженья больше нет
«Притяженья больше нет» (укр. «Тяжіння (притягання, потягу) більше немає») — десятий сингл російсько-українського гурту «ВІА Гра» з альбому «Бриллианты». Пісня записана з відомим виконавцем поп-музики Валерієм Меладзе.

## Відеокліп
Десятий кліп групи ВІА Гра. Другий спільний кліп з Валерієм Меладзе.
Режисер кліпу — Семен Горов.

## Нагороди
- Золотий грамофон 2004
- Пісня року 2004
- Премія Муз-ТВ 2005 Найкращий дует

## Учасники запису
- Надія Грановська
- Анна Сєдокова
- Віра Брежнєва
- Валерій Меладзе